# Open di Zurigo 1995
L'Open di Zurigo 1995 è stato un torneo femminile di tennis giocato sul cemento indoor. È stata la 12ª edizione del torneo, che fa parte della categoria Tier I nell'ambito del WTA Tour 1995. Si è giocato nell'Hallenstadion di Zurigo in Svizzera, dal 2 all'8 ottobre 1995.

## Campionesse

### Singolare
Iva Majoli ha battuto in finale  Mary Pierce con il punteggio di 6–4, 6–4

### Doppio
Nicole Arendt /  Manon Bollegraf hanno battuto in finale  Chanda Rubin /  Caroline Vis con il punteggio di 4–6, 7–6(4), 6–4